# ازبروک
شهر ازبروک (به فرانسوی: Hazebrouck) در شهرستان نور (فرانسه) در ناحیه شمال کاله با جمعیت ۲۱٬۱۰۱ نفر در کشور فرانسه واقع شده‌است